# Еллісон Купер
Еллісон Купер (англ. Allison Cooper; нар. 4 серпня 1966) — колишня американська тенісистка.
Найвищу одиночну позицію світового рейтингу — 339 місце досягла 20 серпня, 1990, парну — 249 місце — 5 березня, 1990 року.
Здобула 1 одиночний та 1 парний титул туру ITF.

## Фінали ITF
| Легенда         |
| --------------- |
| Турніри $25,000 |
| Турніри $10,000 |

### Одиночний розряд: 1 (1–0)
| Результат | Ранг | Дата             | Турнір               | Покриття | Суперниця       | Рахунок       |
| --------- | ---- | ---------------- | -------------------- | -------- | --------------- | ------------- |
| Перемога  | 1.   | 6 листопада 1989 | Нуріоотпа, Австралія | Тверде   | Крістін Годрідж | 6–3, 2–6, 6–4 |

### Парний розряд: 5 (1–4)
| Результат | Ранг | Дата              | Турнір                                                | Покриття | Партнерка      | Суперниці                      | Рахунок       |
| --------- | ---- | ----------------- | ----------------------------------------------------- | -------- | -------------- | ------------------------------ | ------------- |
| Перемога  | 1.   | 25 липня 1988     | Казерта, Італія                                       | Ґрунт    | Мері Норвуд    | Сімона Ізідорі Крістіна Казіні | 1–6, 7–6, 6–1 |
| Поразка   | 1.   | 8 серпня 1988     | Internazionali Femminili di Tennis di Palermo, Італія | Ґрунт    | Мері Норвуд    | Ханет Соуто Роса Б'єльса       | 3–6, 6–2, 5–7 |
| Поразка   | 2.   | 2 липня 1989      | Спартанбург (Південна Кароліна), США                  | Ґрунт    | Шон Фолтс      | Лайза Боббі Дженніфер Гудлінг  | 1–6, 3–6      |
| Поразка   | 3.   | 27 листопада 1989 | Мельбурн, Австралія                                   | Тверде   | Джастін Годдер | Деніелл Джонс Паулетте Морено  | 2–6, 2–6      |
| Поразка   | 4.   | 14 січня 1990     | Мідленд (Техас), США                                  | Тверде   | Елені Россайдс | Памела Джанг Лінлі Теннер      | 3–6, 0–6      |